# Валтер Хоман
Валтер Хоман (на немски: Walter Hohmann) е германски учен и инженер, внесъл значителен принос за развитието на орбиталната механика и на теорията на космическите полети. През 1925 г. публикува труда си „Достъпността на небесните тела“ (Die Erreichbarkeit der Himmelskörper), в която обосновава най-икономичната от гледна точка на горивото траектория между две небесни тела, обикалящи около един център.

## Биография

### Произход и ранни години
Роден е на 18 март 1880 година в Хардхайм, Германска империя, в семейството на лекар. Завършва последователно хуманитарна гимназия във Вюрцбург (1891), строително инженерство в Техническия университет в Мюнхен (1904) и защитава дисертация по железобетонни конструкции в Техническия университет в Аахен (1916). Работи като инженер в строителни компании във Виена, Хановер, Берлин, Вроцлав. През 1912 г. се установява в град Есен.

### Увлечение по космонавтиката
През 1911 г. му попада учебник по космическа физика и Хоман започва да отделя все по-голяма част от свободното си време на астрономията и на възможността да се извършват междупланетни космически полети. След издаване на книгата „Достъпността на небесните тела“, през 1927 г. Хоман планира да изнесе научен доклад по темата в Кьолн, но градският съвет поисква заплащане на залата като за развлечение, защото според тях можело да става дума за вечер на хумора. Неразбиране среща и от страна на президента на германските инженери Лоренц, нарекъл космическите полети „абсолютно невъзможни“.
Хоман продължава своите теоретични изследвания и през 1928 г. публикува и втората си книга „Възможности за пътуване в космоса“ (Die Möglichkeiten der Weltraumfahrt). През цялото време до Втората световна война е активен член и водеща фигура на германското Общество за космически полети (Verein für Raumschiffahrt). След началото на войната Хоман силно се дистанцира от дружеството, не желаейки да участва в развитието на ракетната техника, която би могла да се използва като оръжие.

### Следващи години
През целия си живот Хоман работи като строителен инженер и експерт, а увлечението му към космическите полети е негово дългогодишно хоби.
Умира малко преди края на войната на 11 март 1945 г. в резултат от много силен стрес, предизвикан от съюзническите бомбардировки на град Есен.

## Признание
- Предложената от него икономична траектория за полет между две близки планети носи името Хоманова траектория.

В чест на Валтер Хоман са именувани следните обекти:
- Обсерваторията в град Есен носи неговото име от 1998 г.
- Лунен кратер (с диаметър 16,8 км и дълбочина 2,6 км) на обратната страна на Луната (от 1970 г.)